# Literatura japonesa
La literatura japonesa és entre les més reputades i riques del món pel seu refinament, elegància i qualitat en els gèneres on les seves obres són presents. Aquestes obres, tant en la llengua japonesa com en la xinesa, engloba la poesia, la narrativa i el teatre i se'n coneixen obres (relats, cròniques) que des del segle VI de l'era cristiana fins a l'actualitat satisfan el públic. Els seus fonaments varen ser les cançons i rondalles populars que varen desenvolupar-se fins a ser subjecte privilegiat de l'aristocràcia i expandint-se, arribant a tot el poble.[1]

## Història
Inicialment, el Japó, format per més de tres mil illes, la més gran de les quals és Honshū, tenia el nom de Yamoto, també Yamato. La societat japonesa, la seva cultura i el seu pensament, s'emmarquen en el medi geogràfic de l'arxipèlag amb les seves nombroses illes i la proximitat de la península de Corea i la Xina. La proximitat amb el continent va influir en la llengua, l'escriptura, en les formacions socials i en l'organització. Al Japó, l'oralitat i posteriorment en l'escriptura sinítica, els textos s'escrivien en xinès clàssic pur (漢文, kanbun, escriptura Han), des del segle VIII fins al segle XX. Aquesta llengua composta xinès-japonesa, kanshi (漢詩) era la que usaben els poetes japonesos, es troba en la gran majoria d'obres i és fàcilment entesa al Japó. Kanshi significa literalment «poesia Han».
Les obres de la «literatura japonesa» es refereixen a literatura escrita en llengua japonesa, refermant el sentiment nacional dins els cànons estètics japonesos de senzillesa, elegància i refinament. Es distingeixen tres períodes: literatura antiga (abans del segle xii), medieval (dels segles XII a XIX aproximadament) i moderna (l'edat contemporània). La llengua escrita i la parlada es varen començar a unificar des de l'any 1878.

Durant bona part de la història inicial del Japó, la literatura ha estat influenciada pel contacte cultural amb les literatures asiàtiques veïnes, sobretot la de la Xina. De la Xina es va importar el sistema d'escriptura, llengua sinítica, així com molts pensaments filosòfics, les llegendes, les cròniques històriques i els gèneres literaris. A la denominació de les persones es posa en primer lloc el cognom, seguit del nom, al revés de la norma en català. Malgrat aquesta influència xinesa, no es pot parlar generalment de mera imitació, ja que la influència ha passat pels filtres del caràcter japonès. Destaca la poesia com a gènere més conreat (incloent-hi el haiku). Els escriptors de l'antiguitat acostumen a ser nobles de la Cort, cosa que influïen en la temàtica: relats èpics, intrigues amoroses i faules per a l'entreteniment. L'estil era molt alambinat i emotiu.

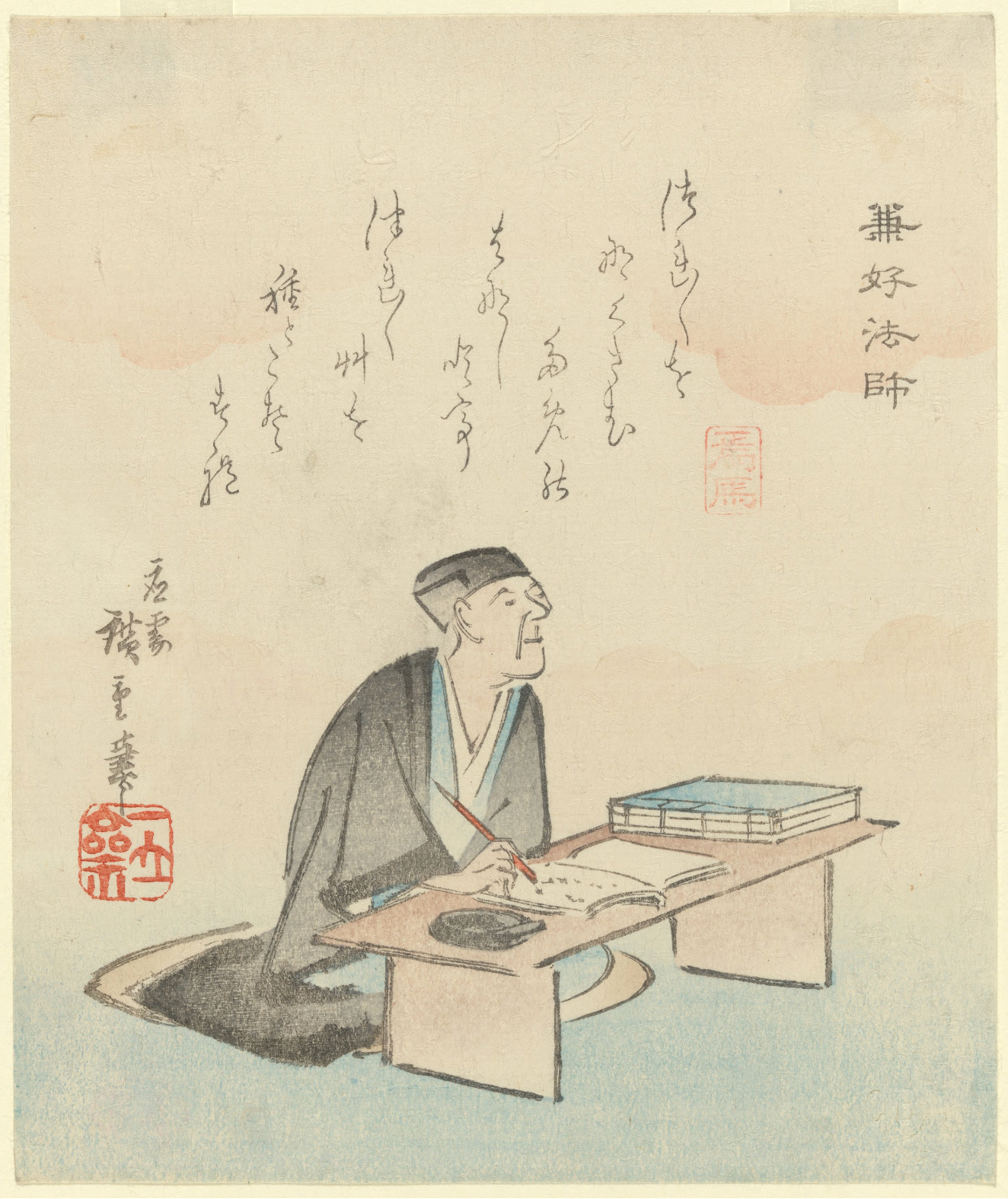
Yoshida Kenkō pintat per Utagawa Hiroshige

La sintaxi a la gramàtica de la llengua japonesa és «subjecte-predicat-verb» diferent de la del català: subjecte-verb-predicat. És una estructura amb variacions en el subjecte i el predicat, segons el context de referència, però amb el verb sent invariable i sempre al final de la frase.
La literatura japonesa va evolucionar acompanyant els canvis socials. En l'època medieval es relaciona amb l'auge del budisme al país. Els protagonistes viuen com monjos, peregrinant i buscant el sentit de la vida. El monjo budista de nom Urabe no Kaneyoshi, conegut com a Kenkō és l'autor dels «Assajos sobre la peresa», Tsurezuregusa, en japonès. Les arrels budistes de Kenkō, amb l'expressió estètica, l'apartament i l'ascetisme monacal varen influir notablement sobre la literatura japonesa fins a l'actualitat, amb el sentiment de l'efímer, de la transitorietat. Els seus escrits són marcadament apartats de la vida cortesana, per superficial. En aquesta època tenen lloc molts conflictes i guerres entre clans i sorgeix la figura del samurai, un guerrer honorable amb una filosofia pròpia que impregna gran part de la narrativa de l'època. Varen iniciar les seves tasques d'armes al final del segle XII i varen tenir un paper important en la política fins a la seva abolició l'any 1870, al període Meiji. En aquest període sorgeix també el clàssic teatre-dansa noh (能, nō). La puntuació en la llengua japonesa sobre una vocal té importància en la rítmica de la poesia. Per exemple ō, ū, indica que la vocal es pronuncia amb dues unitats sonores, dilació o mora.
Les característiques del pensament japonès i les idees històriques del Japó: ingenuïtat, el bon gust, la sinceritat, la transitorietat, la determinació, el respecte a l'ordre, són a l'arrel de la literatura japonesa, amb mites, llegendes, poesia, teatre on les idees s'expressen com al món occidental específicament en tractats ideològics i filosòfics. L'autoritat imperial al Japó és dins d'un llinatge d'origen diví present en la persona del Tennō, «sobirà celestial» (posteriorment, emperador), que ja es narra a les obres Kojiki també Furukotobumi, «Memòries dels esdeveniments de la humanitat» que l'emperadriu Guemmei va encomanar al literat Iasumuru (l'any 711 i presentat a l'emperadriu el 712) i Nihongi, «Annals del Japó» (any 720). Tamenari va ser l'autor de Ōkagami «El gran mirall o història» on es descriu regnats des de 815 al 1036 i la poetessa Acasome va ser l'autora del Eiga monogatari.
Els segles XIV i XV varen sorgir disputes, guerres i trasbals socials a causa de desordres produint un canvi en les formes i continguts a les obres literàries al Japó. Els estaments militars sorgits (samurais) desplaçaren l'aristocràcia amb la generació d'obres que satisfessin les seves necessitats. Des de l'antiguitat, l'aristocràcia era l'únic sector amb capacitat de fer obres literàries i amb els canvis socials es va iniciar l'entrada de les classes populars a la creació artística.

### Període prehistòric
La literatura prehistòrica era en el folklore, amb cançons i poemes entre altres arts populars. És el període dels anys 250 a 710 incloent el Kofun (250 – 538) i el període Asuka (538 – 710). En el Kojiki, any 712, hi han narracions i poemes en aquest document-crònica que és el més antic conservat (pag 321). La llegenda exposa un poema creat pel deu Susanō quan va ser a Idumo per construir-hi un palau per que la seva promesa hi residis:
| « | El palau tancat d'Idumo Dels molts núvols que s'aixequen- Habitar-hi amb la meva parella Construeixo un palau amb moltes tanques: Ah, aquell palau tan tancat! | » |

Al segle V el rei governant va encarregar a alguns mestres de cerimònies de diferents províncies enregistrar fets rellevants, tradicions i narracions populars. Els documents resultants varen ser àmpliament divulgats.

### Període Nara (710 - 794)[9]
Abans de la introducció al Japó de l'ús dels caràcters gràfics kanji, provinents de la Xina, el Japó no tenia cap sistema d'escriptura; es creu que els caràcters xinesos van arribar al Japó a principis del segle V. Els primers textos japonesos eren escrits amb caràcters xinesos, però se'ls llegia fonèticament en japonès. L'emperadriu Gemmei va ordenar la compilació dels documents obtinguts, per ser llegits davant l'emperador, com era el costum. Aquesta compilació, amb abundants poemes i llegendes, es coneix com el Kojiki, any 712. La compilació posterior, any 720, es coneix com a «Annals del Japó», Nihon Shoki (日本書紀), més elaborat i significativament més detallat que el Kojiki, va ser supervisat pel príncep Toneri i elaborat per Ō no Yasumaro, noble i literat.
Els noms de persones originalment en xinès també van ser adaptats a la llengua japonesa. El man'yōgana era la forma més primerenca de kana, o escriptura sil·làbica japonesa que es troba en una antologia lírica del segle VIII de nom Man'yōshū (759), amb parts públiques i parts privades. Aquestes obres inclouen el Kojiki (712), el registre històric més antic que es coneix, que també relata la mitologia japonesa antiga i cançons populars; el Nihon Shoki (720), una crònica escrita en xinès on es relata el camí del sant emperador. Una de les llegendes que descriuen és el conte d'Urashima Tarō sobre la recompensa a un pescador que rescata una tortuga.

###### Poble Ainu
Els ainus són una de les poques minories ètniques natives de les illes japoneses. Assentats des de la prehistòria a l'illa septentrional amb l'actual nom d'Hokkaidō i part de la costa Est de Rússia i les illes Kurils, amb una llengua pròpia de la qual no es coneix el seu origen. Aquestes regions sovint es coneixen com a Ezochi (蝦夷地) i els seus habitants, Emishi (蝦夷) en els textos històrics japonesos. Els ainus van ser objecte d'assimilació i colonització per part dels japonesos amb batalles com les del general Sakanoue no Tamuramaro contra els ainus, també coneguts com a Emishi.

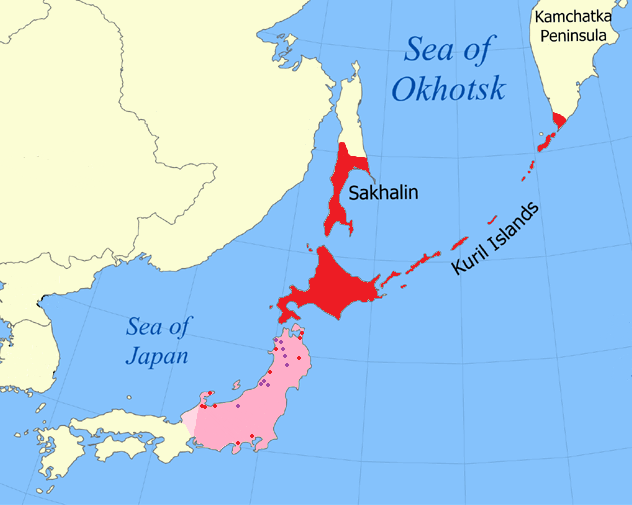
Territoris on se suposa ha existit la llengua ainu

Al segle XVIII, amb l'establiment del comerç dels productes de la pesca dels ainus i amb les polítiques d'assimilació japoneses al segle XIX al voltant de la Restauració Meiji es va canviar les activitats i les formes de vida tradicionals com la caça i la pesca de subsistència. Els ainu no tenien permís per practicar la seva religió i van ser col·locats a escoles de llengua japonesa, on es prohibia parlar l'idioma ainu.
Les monografies, llibres en llengua ainu són poc coneguts perquè tan sols se'n fa menció en treballs d'investigació sobre la cultura i història dels ainus. Sunazawa Kura (1897 - 1990) en el seu llibre «Watashino ichi dai no omoide. Ku sukup oruspe» (1983) exposa els danys i perjudicis rebuts durant la restauració Meiji.
John Batchelor, misioner anglicà, va publicar el primer diccionari ainú-anglès. Chiri Yukie va ser la primera en poblicar un llibre sobre cançons ainu i fer la recopilació de tradicions existents en documents orals colaborant amb la seva tia Ikemanu, Kannari Matsu en japonès, (1875 - 1961). Chiri Mashiho i Kindaichi Kyōsuke, varen fer una recopilació de cançons ainu i llegendes i Shirasawa Nabe, narradora de tradició oral que, en la seva trancripció a paper es pot considerar com a part de la literatura ainu.
A l'actual segle XXI, els ainus es troben gairebé del tot assimilats als japonesos.

### Període Heian (794 - 1186)
En aquest període es va potenciar la llengua que, principalment era d'origen xinès. Les dames de la cort varen conrear l'estil nikki, narracions personals, com diaris i narracions. Els autors i els lectors eren dins la classe social aristocràtica en gran majoria. En l'estil monogatari hi ha el relat novel·lat, amb estil simple, refinat i delicat. L'estil nikki era pels diaris i relats personals i un exemple és al Tosa nikki escrit per Ki no Tsurayuki. Aquest autor declarà que els diaris eren escrits normalment per homes i ell va usar un pseudònim femení, en aquest diari íntim Tosa nikki reivindicant el paper de les dones en l'escriptura. Una dona autora va ser Sei Shōnagon que escriví el diari Makurna no Sōshi (‘Notes de capçalera’ també traduït com 'Llibre del coixí'), dama d'honor a la cort d'una emperadriu de nom Sadako.

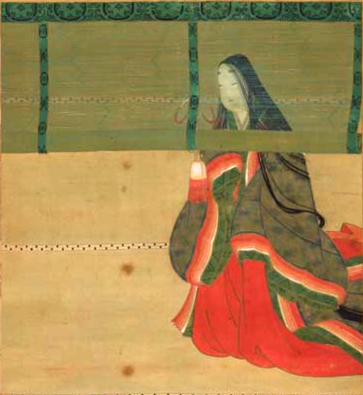
Sei Shōnagon

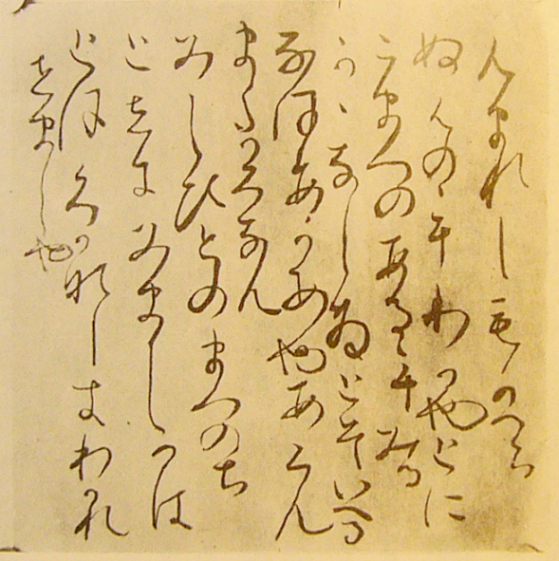
Diari poètic (viatge de Tosa a Kioto l'any 935

L'emperador Kammu va traslladar la capital del Japó a Heian-kyō (actual Kyoto). Es va popularitzar el sistema kana per facilitar l'escriptura. El període Heian també és considerat el cim de la cort imperial japonesa, conegut pel seu art, especialment la poesia i la literatura. Dos sil·labaris únics al Japó, el katakana i hiragana, van sorgir durant aquest temps. Això va donar lloc a la famosa literatura vernacla del Japó, amb molts dels seus textos escrits per dames de la cort que no tenien els coneixements de  xinès com tenien els seus homòlegs masculins.
El significat de heian (平安) és «pau».

### Període Kamakura (1185 - 1333)
El terme ''waka'' (poesia en japonès) va ser important a l'inici d'aquest període. Durant l'època de Kamakura (segles XII i XIII) les arts militars eclipsaren la part de la literatura que estava vinculada a la vida de la cort. Kenkō (1283-1350) va expressar al Tsurezuregusa la seva malenconia davant la desaparició dels costums del passat. Establiment de moviment i escoles budistes com el conegut el Terra Pura Jōdo-shū i Jōdo Shinshū en japonès, que comportava la simplicitat i la promesa d'un paradís universal accessible per a tothom. És la més antiga de les sectes del budisme mahayana de la Xina. Kamo no Chómei (鴨 長明, 1153 o 1155–1216), va decidir girar l'esquena a la societat, va fer vots budistes i es va convertir en ermità. Va escriure Hōjōki, resum d'un segle en què l'estètica, manllevada del budisme zen, marcant per la posteritat el pensament i les arts japoneses. Són idees budistes: la brevetat, la superficialitat, la caducitat i la fragilitat de la vida, entrant-se en la devoció a Amida Buddha.
Sota el shogunat de Kamakura, es trasllada la capital a l'actual Tòquio.

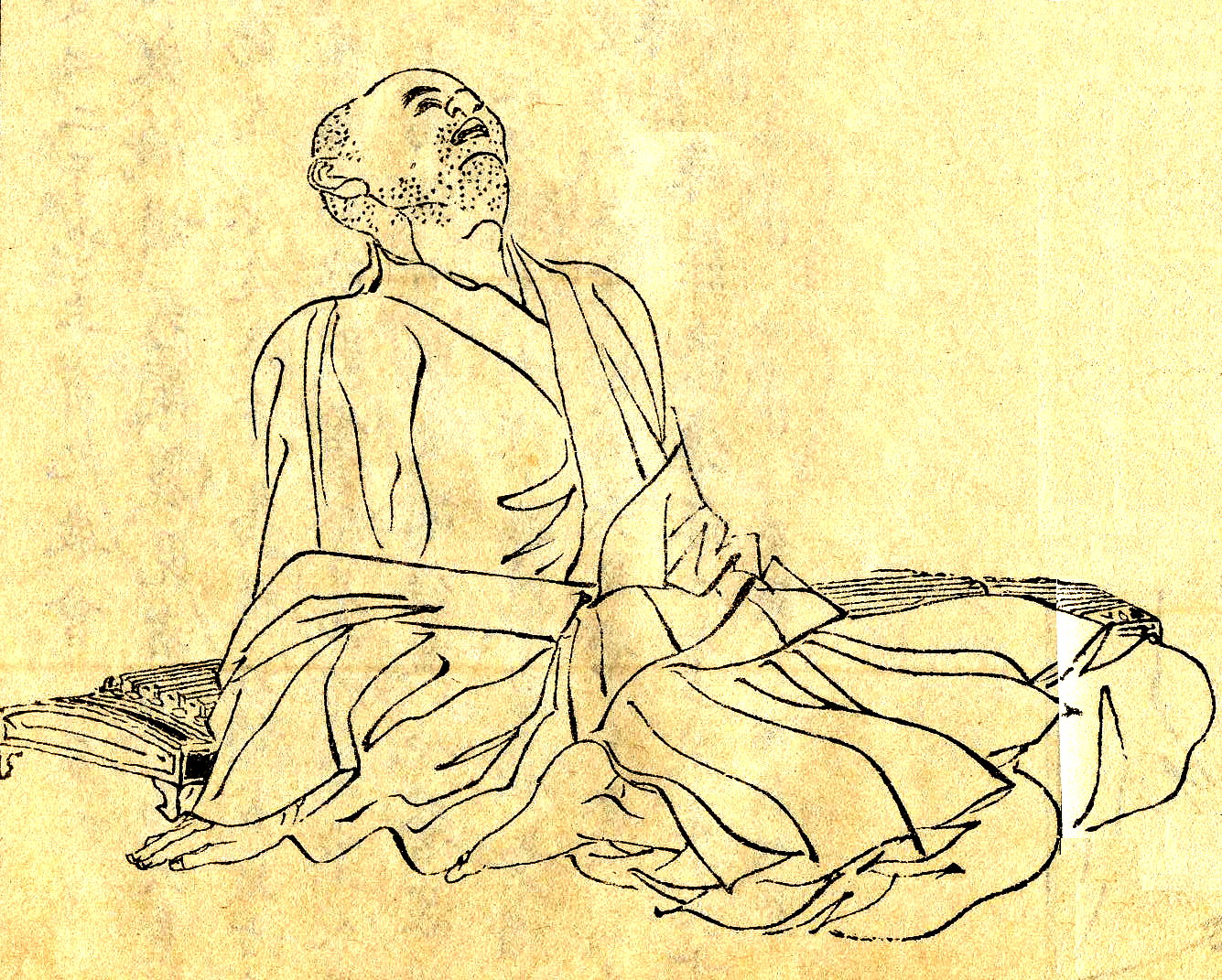
Autor, poeta i assajista. Dibuix de Kikuchi Yosai

### Període Muromachi (1336 - 1573)
Al segle XIII es va valorar la cultura i el coneixement ja separats de la política. D'aquesta manera es va poder aplicar l'estètica en els treballs teòrics i en la literatura destacant els treballs de Fujiwara Teika (1162-1241). Les bases d'aquest estil de poesia van ser establertes per Teika i el seu pare Shunzei, no només en la seva poesia, sinó també en les seves obres notables de teoria poètica que foren molt apreciades.

### Període Edo, Tokugawa (1603 - 1868)
Període de govern amb característiques militars. S'establí el sistema shōgun dominat pel clan de la família Tokugawa amb diversos senyors (daimyō) i samurais en dinàmica feudal on es fomentava la literatura mantenint escriptors i recitadors. En aquest període es fomentà l'ensenyament sobre la nacionalitat del Japó i va augmentar l'ordre administratiu i judicial en uns anys de pau. Es va estendre l'ús de l'impremta i s'incrementà la consciència nacional. Destaca un poeta, Matsuo Bashō (1644 - 1694) amb un relat, Oku no Hosomichi (奥の細道), sobre el seu recorregut a llocs famosos com les illes Matsuchima, amb el model d'estrofes encadenades. Cal destacar els dramaturgs Chikamatsu (1653 - 1724) i Kawatake Mokuami (1816 - 1893) i els novelistes Kyōkutei Bakin (1767-1848) i Ihara Saikaku (1642-93).

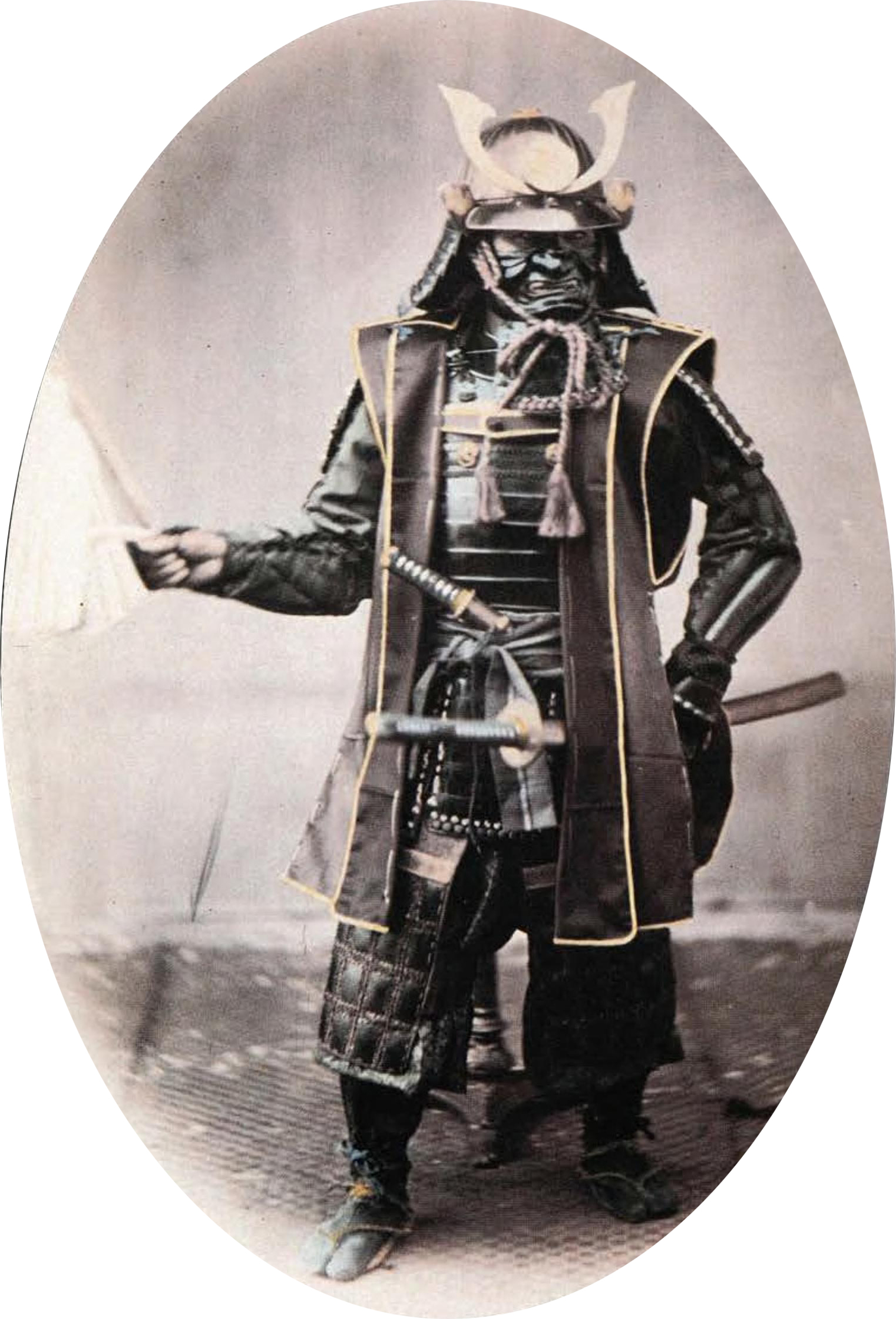
Samurai

Les obres sobre filologia japonesa de Motōri Norinaga varen ajudar al renaixement de l'educació de caràcter japonès.
En aquesta època el budisme va ser reemplaçat pausadament pel confucianisme amb les característiques del foment de la lleialtat, del respecte a la jerarquia, l'ordre, la formació (incloent-hi els samurais). Es manté el caràcter aristocràtic de les obres en la societat marcadament classista on totes les classes tenien accés al teatre i es popularitzen les narracions amb acompanyament musical. El govern Tokugawa va prohibir que hi haguessin dones actuant l'any 1620.
Aquest shogunat va ser eliminat a l'ascendir al poder els partidaris del poder imperial amb les noves relacions més amples amb el món occidental.

### Període Meiji (1868 - 1912)
El Japó va ampliar la relació comercial i cultural amb el món occidental a la segona meitat del segle XIX amb un procés de «restauració» amb l'adopció d'idees diferents de les establertes històricament. Això va portar un canvi notable en l'estructura social, l'economia, i també en el món literari. Sorgiren les tendències occidentalistes, a les quals s’oposaren les tradicionalistes. En aquest període es prometé l'abolició definitiva dels usos feudals i es varen enfortir les relacions amb el món occidental. Amb el nou regent, Mutsu Hito amb quinze anys. Es va canviar el nom de la capital del Japó, Edo (també Yedo), pel de Tōkiō, «capital de l'Est».

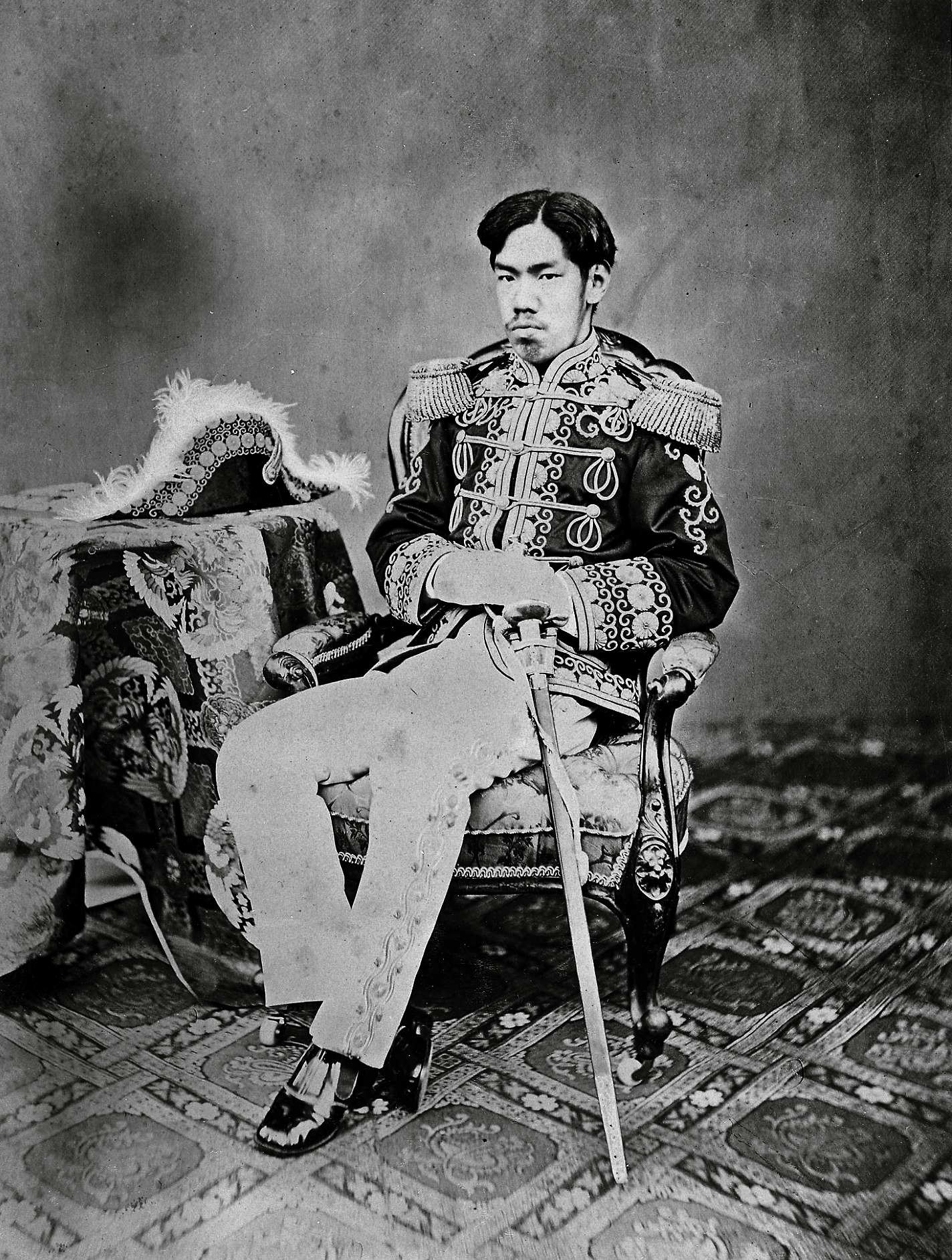
Emperador Meiji

La llengua parlada i la llengua escrita seguiren el procés d'unificació. Futubatei Shimei (1874 - 1909) va publicar Ukigumo, primera novel·la amb el nou format. Va haver-hi profusió de traduccions d'obres de llengües europees.
El nou funcionariat es va modernitzar i va fer més efectiva l'administració. Es va iniciar l'elaboració de la primera constitució del Japó que va ser proclamada l'any 1889. El Japó va establir guerres amb altres estats com la de 1894 amb la Xina i la de 1904 -1905 amb Rússia, entre altres conflictes armats. Aquests conflictes varen expandir l'economia i la indústria japoneses i eren una reacció d'alarma davant del colonialisme de les potències occidentals.
La política del Japó dels anys 1868 endavant es coneix com a Restauració Meiji. Es va reforçar la classificació social en termes de la crítica de les idees del confucianisme sobre el paper més gran de la moral en les relacions i l'estatus a la societat. En la literatura es va produir la polèmica naturalisme-antinaturalisme. Futabatei Shimei, pseudònim de l'escriptor Hasegawa Tatsunosuk, escriptor d'estil realista, va unificar el llenguatge literari tradicional japonès i el llenguatge col·loquial modern, «gembun itchi», amb el qual va publicar la novel·la Ukigomo (en català Núvol a la deriva) l'any 1889.

### Taishō (1912 - 1926)
Aquest episodi coincideix amb el regnat de Yoshihito, Emperador Taishō (1912 - 1926) successor del seu pare, Mutsu-Ito, Emperador Meiji. En aquesta època entren a la literatura la introspecció, el realisme, el caire social, la confrontació entre el naturalisme (Shimazaki Tōson) amb l'antinaturalisme (Ōgai Mori).
El suïcidi ritual del general Nogi Maresuke obre la porta al rebuig del codi d'honor extrem samurai en la literatura japonesa moderna. Es troba la franca occidentalització en obres del gènere de cultura de masses, comercial, hi va haver Nagai Kafū (1879 - 1959) i Natsume Sōseki (1867 - 1916) i en les del seu contemporani, però provinent d'una classe social mitjana-alta, metge professional i traductor, Ōgai Mori, amb tendència humanista, auster i més conservadora, d'estil samurai. Ōgai Mori va traduir poemes que varen ser uns precursors del romanticisme al Japó tot i que els seus treballs com a autor eren dins de la subjectivitat i lluny del romanticisme.
El romanticisme es va acabar amb els treballs de tendència socialista de Arishima Takeo (1878 - 1923). Durant la dècada de 1920 i principis de 1930, el moviment literari proletari, format per escriptors com Takiji Kobayashi, Denji Kuroshima, Yuriko Miyamoto i Ineko Sata, va produir una literatura políticament radical que descriu les dures vides dels treballadors, camperols, dones i altres membres oprimits de la societat i la seva lluita pel canvi. Saneatsu Mushanokōji (1885 - 1976) va ser dins el món naturalista i humanitarista.

### Història moderna (1926 - 1945)
Jun Ishikawa va ser premiat (4t premi) l'any 1936, de caràcter intel·lectual amb domini de la novel·la moderna i opositor a la guerra.
Kawabata Yasunari (1899 - 1972) va ser un novelista amb una prosa subtil i de marcat lirisme i ficció psicològica, va ser el primer guanyador japonès del Premi Nobel de Literatura l'any 1968. Escriptor de relats amb tendència hereva del naturalista i divergent del focus proletarista-comunista, apolític.
Ashihei Hino va escriure best-sellers lírics glorificant la guerra, mentre que Tatsuzō Ishikawa va intentar publicar un relat inquietantment realista de l'avenç a Nanjing. Entre els escriptors que es van oposar a la guerra hi ha Denji Kuroshima, Mitsuharu Kaneko, Hideo Oguma i Jun Ishikawa.

### Història moderna
La història moderna i contemporània de la literatura japonesa es basa sobretot en la novel·la, mantenint la poesia, l'assaig i el teatre. Els herois acostumen a reflectir la filosofia zen. Nous gèneres veuen la llum i destaca el manga digital i en suport de paper entre altres per la difusió mundial que ha tingut.
L'any 1947, finalitzada la guerra contra els EUA, el general McArthur va inspirar la constitució vigent actualment amb una monarquia parlamentària. La guerra i els seus efectes devastadors van fer un gran impacte desorganitzant la producció literària, entre altres fonts de cultura.
Quan es va aplicar al Japó la «llei Sakoku», de severa restricció de les relacions amb l'exterior (1641) van ser expulsats del Japó tots els estrangers europeus, particularment els comerciants i missioners espanyols i portuguesos. En finalitzar aquest període es va reprendre la relació cultural del Japó amb el món occidental des del període o Era Meiji com els premis Nobel rebuts per dos autors japonesos: Yasunari Kawabata i Kenzaburō Ōe i la publicació d'obres amb traduccions al català (Akutagawa Ryūnosuke, Murakami Haruki, Yukio Mishima, entre altres.)

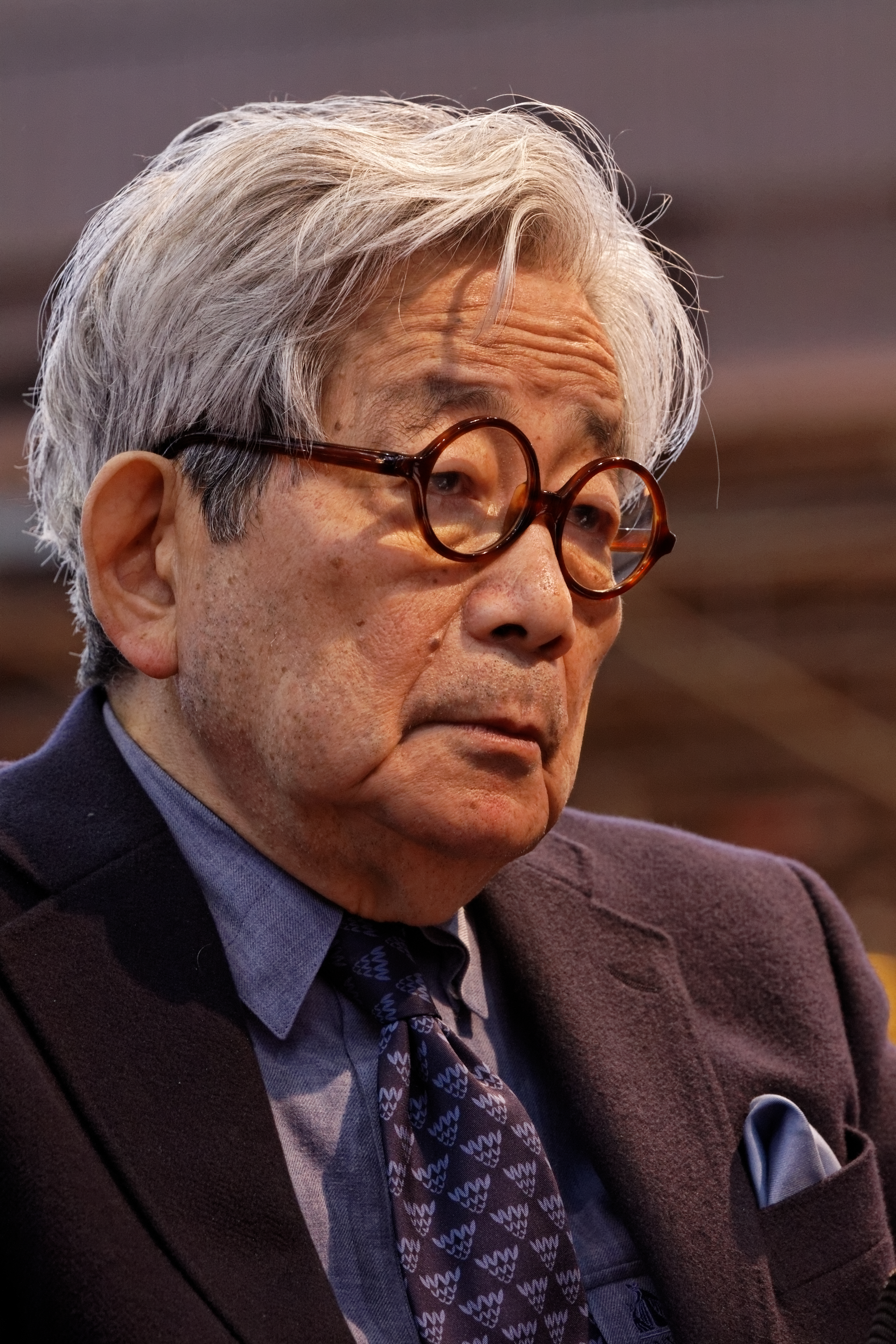
Paris - Salon du livre 2012 - Kenzaburō Ōe

La dramatúrgia d'avantguarda a l'època de la postguerra compta amb Terayama Shōji (1935 - 1983) qui amb HijicataTatsumi (1928- 1986) amb obres crítiques a la modernitat.
Tota la literatura japonesa ha rebut l'impacte de les tècniques audiovisuals actuals com qualsevol altra literatura. La novela, la ciència-ficció tenen autors com Shinichi Hoshi  (6 setembre 1926 - 30 desembre 1997), Yasutaka Tsutsui (24 setembre 1934 - ), en el cine i en l'anime destaca Hayao Miyazaki (5 gener 1941 - ) i també la novelista Hitomi Kanehara (8 agost 1983 - ), la poeta i novelista Ito Hiromi (1945 - ), Shinoe Shōda (22 desembre 1910 - 15 juny 1965), Jun Ishikawa (també Ishikawa Kiyoshi) (7 març 1899 – 29 desembre 1987) entre altres.

### Segle XXI
El primer quart del segle XXI ha estat especialment fructífer per a la narrativa japonesa, que ha conegut un nou boom mundial, traduint-se a nombroses llengües occidentals, entre les que es troba el català. A partir del gran èxit internacional de Haruki Murakami, altres autors i autores japonesos han trobat excel·lent acollida, com ara Banana Yoshimoto, Mieko Kawakami, Sayaka Murata, Yoko Ogawa, Hiromi Kawakami, Shion Miura, Yū Miri, Aoko Matsuda o Masashi Matsuie. La llista només fa que incrementar-se cada any, a mida que les editorials incorporen als seus catàlegs traduccions dels èxits que la novel·lística japonesa aconsegueix al seu país d’orígen.
És de destacar com les editorials catalanes, molt atentes a aquestes novetats, aposten per traduccions pròpies des del japonès, a vegades amb anterioritat a que surtin les traduccions a l’anglès o al francès.

## Poesia
Waka és el «poema japonès». Comporta la forma clàssica d'estrofes: yamato-uta. El mot uta vol dir cançó i també significava poesia a causa de l'associació de les dues instàncies en la llengua japonesa. En el seu origen històric la poesia japonesa es considera provinent de la «divinitat».
Dels diversos gèneres hi destaquen:
- Tanka és un dels principals gèneres de la literatura japonesa. Es va gestar durant el període Heian i la norma mètrica marca trenta-una síl·labes en cinc versos amb aquest ordre: cinc, set, cinc, set i set síl·labes.[33] El terme tanka s'utilitzava per a distingir els poemes breus dels més llargs.

- Els haikus[34] (tres versos) tenen una mètrica més breu: cinc, set, cinc síl·labes.[2] Els haikus provenen de l'estrofa d'inici dels haikai, independentment del seu sentit humorístic.[35][36] Se centra en la natura. Autors destacats: Matsuo Bashō, Yosa Buson. Aportació de la cultura japonesa a l'occidental.[37]

- Renga (連歌): Poema col·laboratiu on diversos poetes alternen estrofes (normalment un haiku seguit d'un tanka). Popular durant el període medieval.

- Chōka (長歌): Poema llarg amb versos alterns de cinc i set síl·labes, acabat amb un parell de set. Usat en temes èpics o narratives.

- Sedōka (旋頭歌): Trenta-vuit síl·labes (cinc-set-set-cinc-set-set), poema memoritzat amb estructura de pregunta-resposta.
- Haikai (俳諧): Una forma tradicional japonesa. Es considera com un dels seus pilars. Es forma de la separació dels tres primers versos del tanka.

- Kanshi (漢詩): Poesia escrita en xinés que usaven els poetes japonesos i es troba en la gran majoria d'obres. Literalment, «poesia Han».
- Renku (連句): Versos encadenats, haikai colaboratiu.

- El terme katauta (片歌), indica «fragment de poema».

- Hokku és l'estrofa inicial.[38]

El llibre japonès més antic, el Kojiki (any 712) conté un poema atribuït al déu Susanoo i altres amb mètrica irregular que tenen un origen desconegut. Fins al període Kamakura, es considerava la poesia com la font de comunicació amb els déus.
La poètica japonesa va millorar amb l'entrada al tron de Mutsuhito, «emperador Meiji». L'any 1882 es va crear una escola amb l'objectiu de potenciar la poesia.
L'ensenyament de la poesia era informal, no teòrica. Es trametia dins les famílies de l'aristocràcia. Algunes formes van caure en desús al començament del període Heian, i el chōka va desaparèixer poc després. En el període Kamakura (primer període de la «classe guerrera») els samurais necessitaven tenir més cultura per ocupar el territori social de l'aristocràcia en declivi. D'aquesta forma és quan comencen els ensenyaments cultes per permetre entrar als nivells socials superiors, ja que era necessari tenir coneixements d'història, geografia i llengua per escriure poesia, útil per comunicar-se, crear poesies, escriure i entrar en altres activitats.
En finalitzar la Segona Guerra Mundial la poesia japonesa va entrar en un període de declivi i de crítica pel seu valor literari.

## Narrativa
La prosa va aparèixer posteriorment a la poesia, que era el primer estil literari. El Kojiki es presentà amb caràcters xinès-japonesos i la primera obra on usava únicament el japonès va ser el Kokinshū, «Col·lecció de poesies antigues i modernes» de l'any 905, d'aquest mateix autor. Aquest estil es va usar per escriure relats en japonès com, per exemple, diaris de viatges. N'és un exemple el Tosa Nikki, de Kiri no Tsurayuki, governador de la província, crònica on s'explica un viatge de cinquanta-cinc dies l'any 935 des de la província de Tosa de retorn fins a Kyoto.
Aquest autor, entre altres autors masculins declaraven erròniament que era una dona qui ho havia escrit. El propòsit era fer notar que les dones tenien la capacitat d'escriure com els homes. Al període Heian les dones no se les permetia aprendre l'escriptura oficial del xinès. L'escriptura en japonès s'usava per diferenciar-se dels «privilegiats» que escrivien en xinès, per donar més rellevància al text escrit en japonès.
La història del príncep Genji, Genji monogatari de l'any 1010 és una novel·la clàssica i aristocràtica escrita per la poeta i dama d'honor Murasaki Shikibu. També és a considerar el relat èpic Heike monogatari sobre l'ascens i la caiguda d'un clan noble. Taketori monogatari (El conte del segador de bambú), de data i autor desconeguts però apareguts en aquestes dates del final del segle X, que Murasaki Shikibu considera la narració «precursora de totes les novel·les». La narració Ochikubo monogatari (落窪物語) també és d'aquest període i el tema és sobre un conflicte familiar.

## Teatre
El teatre tradicional japonès es troba entre les tradicions teatrals més antigues del món. El gigaku, espectacle de dansa i drama, ja extingit, va ser un gènere importat al Japó de Corea durant el període nara. L'espectacle teatral japonès més antic que es coneix és el bugaku (舞楽), espectacle de música i dansa que es representava exclusivament a la cort imperial des del segle VIII. Al segle XIV el teatre japonès ja tenia categoria i qualitat literària. Des del seu inici, el teatre japonès va integrar arts com la música i la dansa, la pintura i el ball.
El teatre tradicional inclou el gènere nō (també noh) d'origen religiós amb enfocament espiritual, amb solemnitat, vestuari allunyat del realisme, amb màscares. L'obra més representada és Okina. El teatre nō és troba al món nostàlgic de l'aristocràcia. Nō, és una forma notable de dansa-drama clàssica japonesa que s'ha representat des del segle XIV. Aquest mot  deriva de la paraula xinesa-japonesa que significa "habilitat" o "talent". En el nō, com el kabuki, es combina música, drama i dansa, amb vestuari d'època i coreografia.
El kyōgen (狂言) és la forma còmica del teatre tradicional japonès. El gagaku (雅楽), literalment "música elegant", és un tipus de música clàssica japonesa. El bugaku (舞楽) és un espectacle d'art  tradicional de dansa i música per elits selectes, en la cort imperial japonesa durant més de mil dos-cents anys. Després de la Segona Guerra Mundial aquest espectacle es va obrir al públic.
El bunraku, teatre amb ninots (marionetes) és present al Japó des del segle XIII i és reconegut i apropiat per a tots els públics. Els ninots podien fer fins a més d'un metre d'alçada.
Dins la tradició teatral de dansa i música hi ha el kabuki (es coneix com el teatre de la vella escola) i el yose, recitat d'obres. Una companyia de teatre kabuki va actuar a Barcelona l'estiu de l'any 1930.
Fins al segle XX es necessitava el permís de l'emperador perquè a les obres hi hagués homes i dones actuant junts i Sada Yacco va ser la primera a obtenir aquest permís.
El teatre japonès modern inclou shingeki (teatre experimental d'estil occidental), shinpa (teatre de la nova escola) i shōgekijō (teatre petit). A més, hi ha moltes obres de teatre clàssiques occidentals i adaptacions musicals de programes de televisió i pel·lícules populars que es produeixen al Japó. El teatre juntament amb la novel·la i el manga han estat la principal via de popularització de la literatura a tots els estaments socials.
Al final de la Segona Guerra Mundial l'espectacle de teatre va ser obert al públic.

## Obres de teatre

###### Teatre Nō

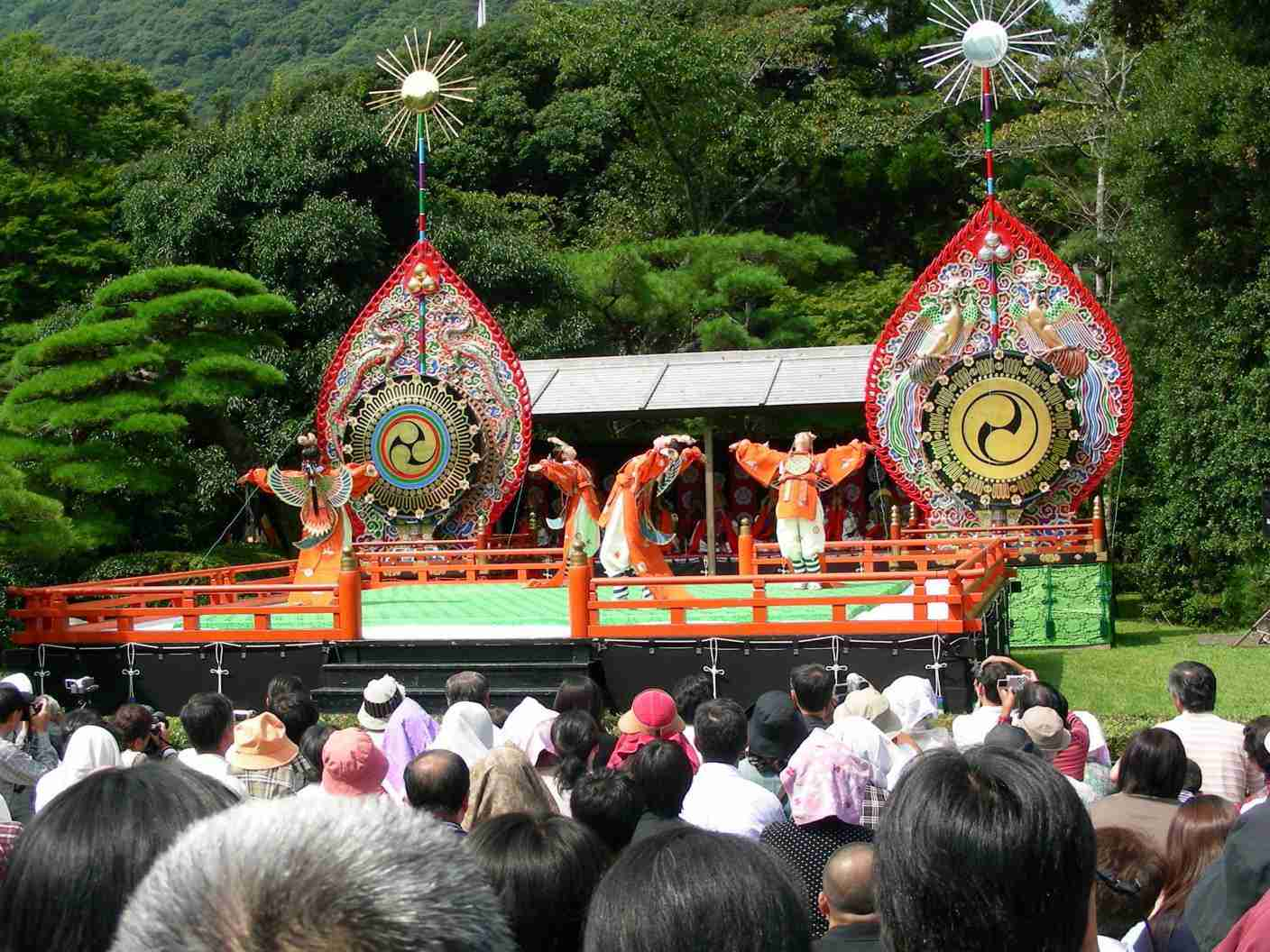
Teatre bugaku. 2006

| - Aisome-gawa (autor desconegut) - Aoi no Ue (autor desconegut) - Ataka. Autor: Kanze Nobumitsu - Atsumori. Autor: Zeami Motokiyo - Chikubushima (autor desconegut) - Dōjōji (autor desconegut) - Eboshi-ori. Autor: Miyamasu - Eguchi. Autor: Zeami Motokiyo - Funa Benkei. Autor: Kanze Nobumitsu - Hagoromo (autor desconegut)t - Hajitomi/Hashimoti (autor desconegut) - Haku Rakuten. Autor: Zeami Motokiyo - Ikuta Atsumori (autor desconegut) - Izutsu. Autor: Zeami Motokiyo - Kasuga ryūjin (autor desconegut) - Kayoi Komachi (autor desconegut) - Kokaji (autor desconegut) - Kumasaka. Autor: Zenchiku Ujinobu - Kurama-tengu (autor desconegut) - Matsukaze. Autor: Kan'ami Kiyotsugu - Matsuyama tengu (autor desconegut) | - Miidera (autor desconegut) - Momijigari. Autor: Kanze Nobumitsu - Motomezuka. Autor: Kan'ami Kiyotsugu - Nonomiya (autor desconegut) - Okina (autor desconegut) - Rashōmon. Autor: Kanze Nobumitsu - Saigyōzakura. Autor: Zeami Motokiy - Sanemori. Autor: Zeami Motokiy - Sekidera Komachi. Autor: Zeami Motokiy - Sessho-seki. Autor: Hiyoshi Sa'ami - Shunkan (autor desconegut) - Sotoba Komachi. Autor: Kan'ami Kiyotsugu - Taema. Autor: Zeami Motokiy - Takasago. Autor: Zeami Motokiy - Take no Yuki. Autor: Zeami Motokiy - Tamakazura. Autor: Komparu Zenchiku - Torioi-bune. Autor: Kongō Yagorō - Tsuchigumo (autor desconegut) - Yamanba. Autor: Zeami Motokiy - Yugao (autor desconegut) - Yugyō yanagi (autor desconegut) |

###### Teatre Kabuki
- Yoshitsune Senbon Zakura (1747)
- Kanadehon  Chūshingura (1748)
- Sugawara Denju Tenarai Kagami (1746)
- Sonezaki Shinjū. Adaptació a kabuki d'una obra bunraku (1703)

###### Teatre Bunraku
- Hakata Kojorō
- Shinjū ten no Amijima
- Onnakoroshi abura jo jigoku

## Autors

#### Període Nara
- Kakinomoto no Hitomaro (c. 660 – c. 720): autor de nombrosos chōka i tanka del Man'yōshū.
- Ōtomo no Yakamochi (c. 718 – c. 785): posible compilador del Man'yōshū.
- Awami Mifune (751): posible compilador de  la col·lecció Kaifūsō.

#### Període Heian
| - Ariwara no Narihira (825–880) - Ono no Komachi (c. 825 – c. 900) - Sugawara no Michizane (845–903) - Ki no Tsurayuki (872–945) - Ise (c. 875 – c. 938) - Minamoto no Shitagō (911–983) - Fujiwara no Motoyasu (c. 935 – c. 995): autora del Kagerō Nikki. | - Akazome Emon (c. 956 – c. 1041) - Sei Shōnagon (c. 966 – c. 1017): autora del Makura no Sōshi. - Murasaki Shikibu (c. 973 – c. 1025): autora del Genji Monogatari. - Izumi Shikibu (c. 976 – c. 1027) - Sugawara no Takasue no musume (c. 1008 – c. 1059): autora del Sarashina Nikki. - Saigyō Hōshi (1118–1190) |

#### Període Kamakura-Muromachi
- Heike monogatari (autoria col·lectiva) (c. 1212–1309)
- Hyakunin Isshu (antologia, diversos poetes) (c. 1235)
- Fujiwara no Teika (1162–1241)
- Yoshida Kenkō (c. 1283–1352): autor del Tsurezuregusa.
- Taiheiki (c. 1319 - 1367).- Crònica de la Gran Pau.
- Zeami Motokiyo, també Kanze Motokiyo, (世阿弥 元清) (c. 1363 – c. 1443)

#### Període Edo
| - Miyamoto Musashi (c. 1584–1645): autor d'El llibre dels cinc anells. - Ihara Saikaku (1642–1693) - Matsuo Bashō (1644–1694) - Monzaemon Chikamatsu (1653–1725) - Yamamoto Tsunetomo (1659–1719) - Yokoi Yayū (1702–1783) - Fukuda Chiyo-ni (1703–1775) - Yosa Buson (1716–1784) - Motoori Norinaga (1730–1801) | - Sugita Genpaku (1733–1817) - Ueda Akinari (1734–1809) - Santō Kyōden (1761–1816) - Kobayashi Issa (1763–1828) - Jippensha Ikku (1765–1831) - Kyokutei Bakin (1767–1848) - Edo Meisho Zue (literatura de viatges, 1834) - Hokuetsu Seppu (obra de geografia humana, 1837) |

#### Era Meiji i període Taishō
| - Nakane Kōtei (1839–1913) - Lafcadio Hearn (1850–1904) - Ōgai Mori (1862–1922) - Futabatei Shimei (1864–1909) - Itō Sachio (1864–1913) - Natsume Sōseki (1867–1916) - Kōda Rohan (1867–1947) - Masaoka Shiki (1867–1902) - Ozaki Kōyō (1868–1903) - Doppo Kunikida (1871–1908) - Ichiyō Higuchi (1872–1896) - Shimazaki Tōson (1872–1943) - Kyōka Izumi (1873–1939) | - Yonejiro Noguchi (1875–1947) - Takeo Arishima (1878–1923) - Akiko Yosano (1878–1942) - Kafū Nagai (1879–1959) - Naoya Shiga (1883–1971) - Ishikawa Takuboku (1886–1912) - Kan Kikuchi (1888–1948) - Ryūnosuke Akutagawa (1892–1927) - Kenji Miyazawa (1896–1933) - Denji Kuroshima (1898–1943) - Motojirō Kajii (1901–1932) - Hideo Oguma (1901–1940) - Takiji Kobayashi (1903–1933) |

#### Període contemporani
| - Kansuke Naka (1885–1965) - Yaeko Nogami (1885–1985) - Jun'ichirō Tanizaki (1886–1965) - Hyakken Uchida (1889–1971) - Edogawa Ranpo (1894–1965) - Eiji Yoshikawa (1892–1962) - Mitsuharu Kaneko (1895–1975) - Juza Unno (1897–1949) - Shigeji Tsuboi (1897–1975) - Chiyo Uno (1897–1996) - Masuji Ibuse (1898–1993) - Jun Ishikawa (1899–1987) - Yasunari Kawabata (1899–1972) - Yuriko Miyamoto (1899–1951) - Sakae Tsuboi (1899–1967) - Fumiko Hayashi (1903–1951) - Tamiki Hara (1905–1951) - Tatsuzō Ishikawa (1905–1985) - Fumiko Enchi (1905–1986) - Ango Sakaguchi (1906–1955) - Osamu Dazai (1909–1948) - Shōhei Ōoka (1909–1988) - Sakunosuke Oda (1913–1947) - Haruo Umezaki (1915–1965) - Ayako Miura (1922–1999) - Shūsaku Endō (1923–1996) - Ryōtarō Shiba (1923–1996) | - Kōbō Abe (1924–1993) - Toyoko Yamasaki (1924–2013) - Yukio Mishima (1925–1970) - Osamu Tezuka (1928–1989) - Akiyuki Nosaka (1930–2015) - Sawako Ariyoshi (1931–1984) - Ayako Sono (n. 1931) - Takako Takahashi (1932–2013) - Hisashi Inoue (1933–2010) - Kenzaburō Ōe (1935–2023) - Michiko Yamamoto (n. 1936) - Kenji Nakagami (1946–1992) - Haruki Murakami (n. 1949) - Natsuo Kirino (n. 1951) - Ryū Murakami (n. 1952) - Hiromi Kawakami (n. 1958) - Yōko Ogawa (n. 1962) - Banana Yoshimoto (n. 1964) - Mieko Kawakami (n. 1976) - Satoshi Yagisawa (n. 1977) - Asuka Fujimori (n. 1978) (escriu en francès i la seva existència ha estat qüestionada) - Sayaka Murata (n. 1979) - Natsuko Imamura (n. 1980) - Akira Otani (n. 1981) - Ao Omae (n. 1992) |